# جان گوپ فنپژ
جان گوپ فنپژ (انگلیسی: John Gope-Fenepej؛ زادهٔ ۶ نوامبر ۱۹۷۸) بازیکن فوتبال اهل فرانسه است.
از باشگاه‌هایی که در آن بازی کرده‌است می‌توان به باشگاه فوتبال نانت و باشگاه فوتبال بولتون واندررز اشاره کرد.